# Machete Music
Machete Music ist ein Sublabel von Universal Music, das vor allem Reggaetón-Künstler unter Vertrag nimmt. Es gehört zu den größten Labels des Genres. Es wurde 2005 in Puerto Rico gegründet. Seit der Gründung waren 27 Alben des Labels in den Top 10 der Billboard Top Latin Albums, von denen elf die Spitze der Charts erreichen konnten. 

## Künstler, die beim Label unter Vertrag stehen
- AKWID
- Angel y Khriz
- Black Guayaba
- Carlos & Alejandra
- Chino & Nacho
- Don Omar
- Eddy Lover
- El Roockie
- Ivy Queen
- Sarah Jory
- J King & Maximan
- Jowell & Randy
- La Factoría
- Makano
- Mach & Daddy
- Ñejo & Dalmata
- Wisin & Yandel
- Xtreme